# Foto

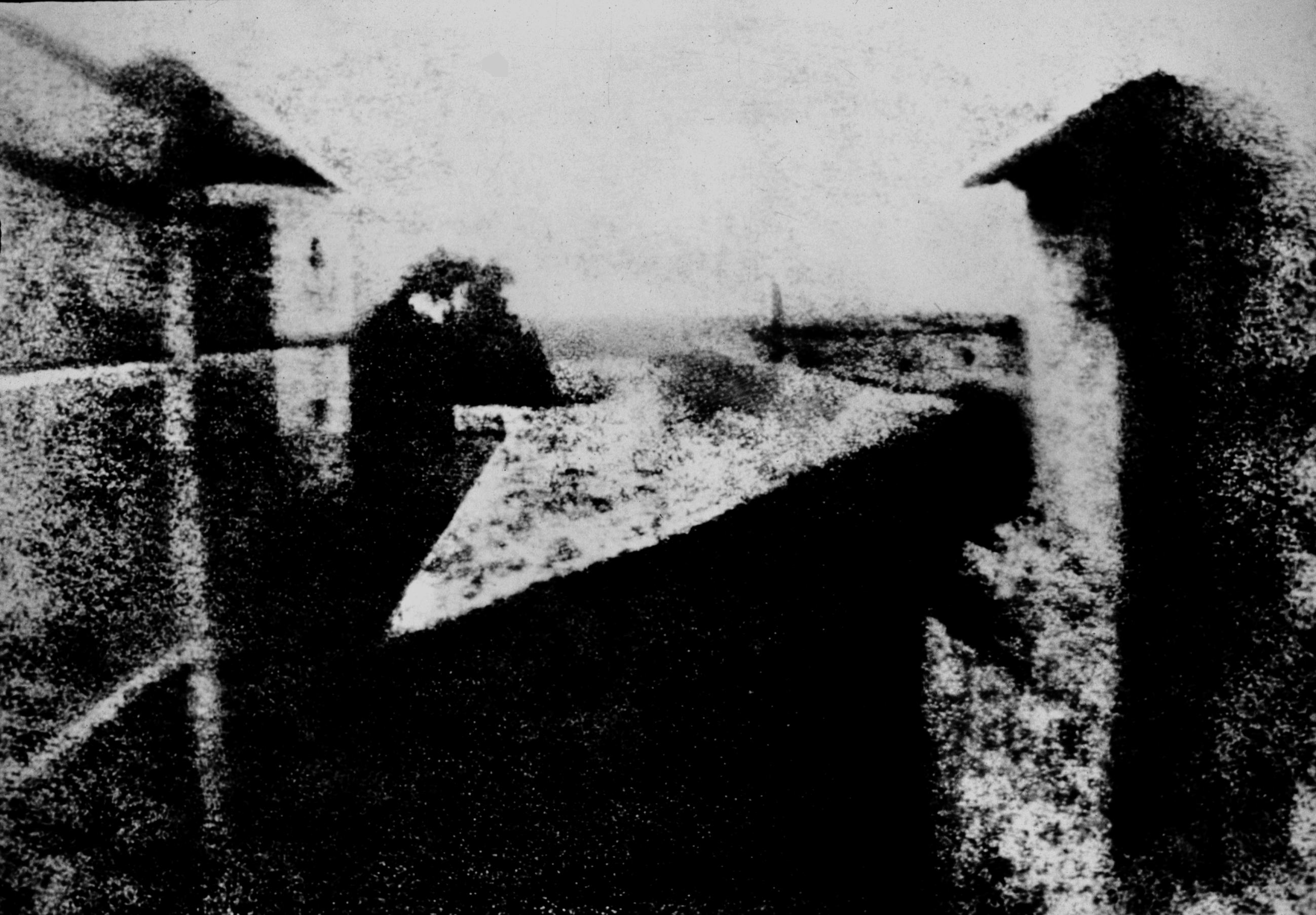
De eerste succesvolle permanente foto (voor zover bekend), gemaakt door Joseph Niépce in 1826

Een foto is een afbeelding op een plat vlak vervaardigd door middel van fotografie. Een foto geeft relaties weer van objecten, voorwerpen, mensen of dieren uit de werkelijke wereld zoals gezien door de lens van een camera gedurende een (meestal korte) tijdperiode. De naam fotografie werd voor het eerst genoemd in 1839 door John Herschel, een Engels astronoom, en is gebaseerd op het Griekse φώς (phōs, "licht") en γραφίς (graphis, "pen, kwast"). In de volksmond wordt een foto ook wel een kiekje genoemd, genoemd naar Israël Kiek.

## Visualisatie
In vergelijking met andere uitdrukkingsvormen als pictogrammen, diagrammen en kaarten, maar ook tekst is dit wel de meest zuivere benadering (maar niet per definitie: beste benadering) van de werkelijkheid, als de digitale nabewerking en manipulatie uitblijft. Daarmee dragen foto's maximaal bij aan een juiste communicatie van het overbrengen van een bepaalde gedachte over (een deel van) de werkelijkheid. Deze zienswijze wordt verder toegelicht in visualisatie.
Kenmerkend is de directe relatie van de afbeelding met de realiteit, maar dit maakt van een foto daarom nog geen objectieve weergave van die realiteit. Een foto is altijd een manipulatie van de realiteit, zowel door het standpunt (perspectief), het kader, de begeleidende tekst, het moment en het materiaal dat de fotograaf gebruikt om de foto te maken, alswel door ingrijpen op chemische of digitale wijze in de fotografische afbeelding door de fotograaf of anderen.

## Oudste Nederlandse foto

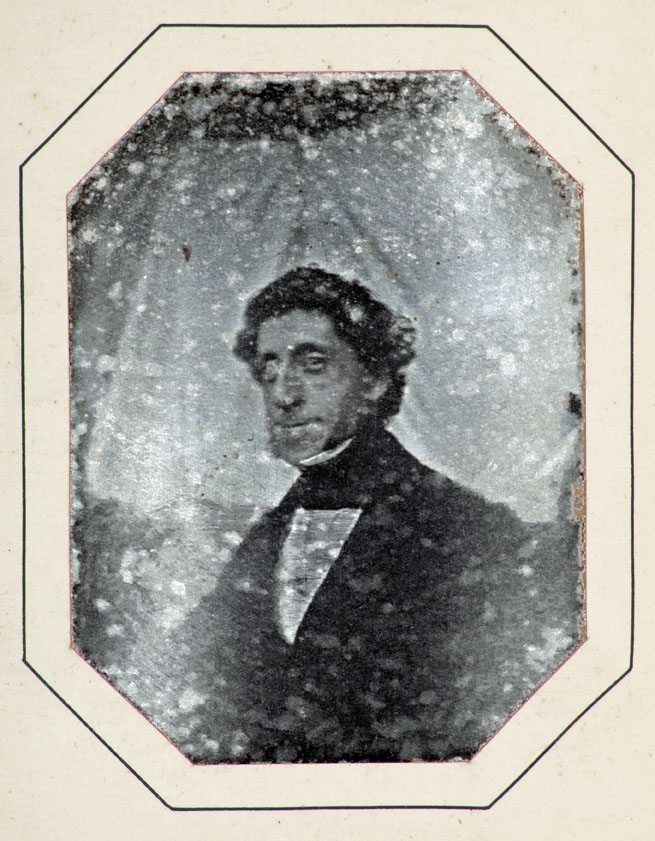
Henri Vriesendorp

Lange tijd werd de foto van Henri Vriesendorp uit Dordrecht, gedateerd op 26 juli 1842, gezien als de oudste foto uit Nederland. Maar in werkelijkheid komt de oudste foto van Nederland uit Zutphen, gemaakt door de Zutphense apotheker Willem Hallegraeff (1798-1870). Zijn met de hand gedateerde bijdrage aan het album amicorum van amateurschilder Aarnout Jacobus van Eyndhoven (1805-1861) bestond uit twee ‘lichttekeningen’: één fotogram van een stuk kant en een fotografische reproductie van een prent. De foto van de prent draagt de datum en de naam van de maker. De datering is 25 november 1839. De foto is in het bezit van het Stedelijk Museum in Zutphen.
Er was al eens een Gelderse 'oudste foto van Nederland'. Op deze foto stond Vieux Reint afgebeeld. Deze was genomen op 29 augustus 1842 door Willem Baron van Heeckeren van Kell. Hij fotografeerde zijn knecht Reint Berenschot met laarzen in de hand voor de deuren van zijn schuur. Deze foto is te vinden in het Gelders Archief.